# Anne-Sophie Brasme
Pour les articles homonymes, voir Brasme.
Anne-Sophie Brasme est une écrivaine née en 1984 à Metz.

## Biographie

### Enfance et formation
Anne-Sophie Brasme naît en 1984. Elle est originaire de Woippy. Son père est un ancien professeur d’histoire géographie et le cofondateur du salon du livre d’histoire de Woippy.
Elle consacre son mémoire de Master de littérature comparée (Université Paris IV-Sorbonne) à "Virginia Woolf et l’impressionnisme". En 2007, elle est reçue à l'agrégation de lettres modernes. Elle est depuis professeure de Lettres modernes au lycée Poncelet de Saint-Avold puis au lycée Blaise Pascal de Colmar,,.

### Carrière littéraire
En 2001, elle publie aux éditions Fayard son premier roman Respire, qui traite de l'amitié toxique de deux adolescentes et des conséquences de la perversion narcissique,. C'est grâce à l'écrivain et critique Élise Fischer que son livre est publié. Le livre est un succès. Il se vend à plus de 40 000 exemplaires. En 2014, Mélanie Laurent, dans le cadre de son second long métrage, adapte le livre au cinéma. Il est présenté en séance spéciale à la Semaine de la critique au festival de Cannes. Lou de Laâge et Joséphine Japy jouent le rôle des deux adolescentes. 
Elle publie en 2005 Le Carnaval des Monstres, également chez Fayard : Marica, 21 ans, est très laide, sa bouche difforme l’isole du monde. Un jour, elle répond à une petite annonce : « Photographe cherche personnes à particularités physiques ». C'est ainsi qu'elle rencontre Joachim, un quadragénaire tourmenté, avec qui elle vivra une relation destructrice. Le livre est mal reçu par la critique. L'autrice décide de quitter Paris et de ne plus jamais écrire.
En 2014, elle publie Notre vie antérieure. Le roman raconte l'histoire de Laure, 65 ans, qui entame la rédaction de Notre vie antérieure, son dix-huitième et dernier récit. 
En 2021 sort Que rien ne tremble, un roman à suspense sur le sujet de la maternité et de la maltraitance. 
Dans Ce qu'on devient, elle raconte son rapport à l’écriture en revenant sur son succès littéraire précoce. Il est sélectionné pour le Prix du Temps retrouvé 2024. 

## Œuvres
- Respire, Paris, Éditions Fayard, 2001, 179 p.  (ISBN 2-213-61030-4)
  - Prix du premier roman de l'université d'Artois
  - L'histoire a été adaptée au cinéma, et présentée à la Semaine de la critique du festival de Cannes
- Le Carnaval des monstres, Paris, Éditions Fayard, 2005, 224 p.  (ISBN 2-213-62529-8)
  - Prix de la Feuille d'or de la ville de Nancy
- Notre vie antérieure, Paris, Éditions Fayard, 2014, 162 p.  (ISBN 978-2-213-68130-6)
- Que rien ne tremble, Paris, Éditions Fayard, 2021, 252 p.
- Mères sans filtre : huit récits intimes de déclics féministes pour libérer la parole sur la maternité, avec C. Abbey, R. Greusard, E. Font, J. Kerninon, G. Richard, C. Tran, I. Weizman, Solar Editions, 2023, 176 p.
- Ce qu'on devient, Paris, Éditions Flammarion, 2024, 288 p.